# Chlorops varsoviensis
Chlorops varsoviensis är en tvåvingeart som beskrevs av Becker 1910. Chlorops varsoviensis ingår i släktet Chlorops och familjen fritflugor. Arten är reproducerande i Sverige. Inga underarter finns listade i Catalogue of Life.